# اس‌اس لینز
اس‌اس لینز (به انگلیسی: SS Linz) یک کشتی بود که طول آن ۱۰۵ متر (۳۴۴ فوت ۶ اینچ) بود. این کشتی در سال ۱۹۰۹ ساخته شد.